# Stazione di Eccellente
La stazione di Eccellente è un posto di movimento e stazione di diramazione della Tirrenica Meridionale; è lo scalo ferroviario da cui si dirama il vecchio tracciato a semplice binario per Vibo Marina, Pizzo e Tropea. A lato della stazione è presente la sottostazione elettrica di Eccellente.

## Storia
La stazione venne costruita alla fine degli anni sessanta in seguito ai lavori di raddoppio del tracciato della ferrovia Tirrenica nel tratto tra la stazione di Lamezia Terme Centrale e la stazione di Rosarno, la cosiddetta Direttissima, allo scopo di realizzare il controllo del traffico dato che ivi era stato previsto il punto di diramazione tra il nuovo e il vecchio tracciato. Il progetto di costruzione previde un'ampia stazione provvista di binari di precedenza e di ricovero merci sufficiente al traffico, al tempo molto sostenuto, di prodotti agricoli provenienti dalla Sicilia e dal sud della Calabria. 
Dal 1972 la stazione divenne di passaggio tra doppio e semplice binario in seguito all'attivazione del raddoppio da e per Rosarno; da essa si proseguiva in deviata a binario unico verso Vibo, Pizzo, Tropea e Nicotera.
Il 21 novembre 1980 avvenne l'incidente ferroviario tra Curinga ed Eccellente: alle prime luci dell'alba l'espresso 587 deragliò nei pressi della stazione dopo aver tamponato un gruppo di 28 carri merci staccatisi da un treno merci che era partito poco prima da Lamezia diretto a Villa San Giovanni. Poco dopo l'espresso 588 che viaggiava verso nord investì le vetture deragliate provocando ventotto morti ed un centinaio di feriti.
Il servizio viaggiatori nella stazione è cessato a partire dal 12 dicembre 2010, la stazione continua però ad operare come posto di movimento .

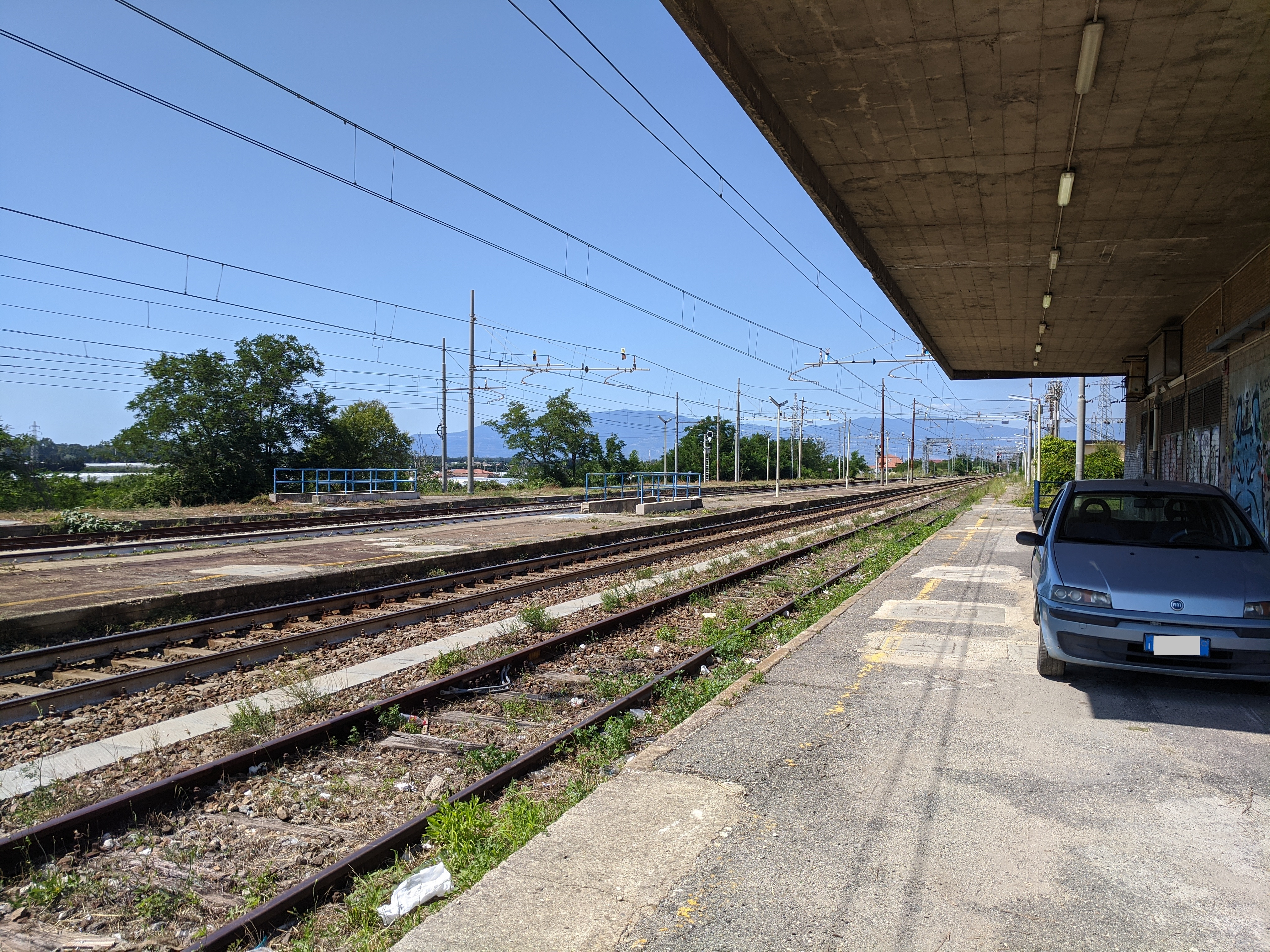
Vista binari